# Austria en los Juegos Olímpicos de Moscú 1980
Austria estuvo representada en los Juegos Olímpicos de Moscú 1980 por un total de 83 deportistas que compitieron en 16 deportes.  
El portador de la bandera en la ceremonia de apertura fue el regatista Karl Ferstl.

## Medallistas
El equipo olímpico austríaco obtuvo las siguientes medallas:
| Nombre                         | Deporte | Competición                    |
| ------------------------------ | ------- | ------------------------------ |
| Oro                            |         |                                |
| Elisabeth Theurer (Mon Cherie) | Hípica  | Doma individual                |
| Plata                          |         |                                |
| Wolfgang Mayrhofer             | Vela    | Finn M                         |
| Hubert Raudaschl Karl Ferstl   | Vela    | Star M                         |
| Bronce                         |         |                                |
| Gerhard Petritsch              | Tiro    | Pistola rápida de fuego 25 m M |